# Semen Tarczanowskyj
Semen Tarczanowskyj (Szymon Tarczanowski) – chłop, poseł na Sejm Krajowy i do austriackiej Rady Stanu
Właściciel gospodarstwa i wójt gminy Chaszczów, powiat Turka.
Poseł do Sejmu Krajowego Galicji I kadencji (1861–1867), Wybrany w IV kurii obwodu Sambor, z okręgu wyborczego Turka-Borynia. Członek Komisji Krajowej dla spraw odkupu i uporządkowania ciężarów gruntowych (1873-1879).
Poseł do austriackiej Rady Państwa I kadencji (2 maja 1861 - 20 września 1865), wybrany przez Sejm delegat z kurii III (gmin wiejskich) z okręgu Lwów, Winniki, Szczerzec, Gródek, Janow, Sambor, Staremiasto, Stars Turka, Borynia, Drohobycz, Podbuż, Rudki, Komarno, Łąka, Medenice. 